# Helicòpter de transport militar
Un helicòpter de transport militar és aquell helicòpter que es fa servir per transportar tropes o càrregues. Els més capaços poden arribar a transportar artilleria o vehicles blindats. Són eines eficaces per proveir de munició a les tropes quan altres mitjans de transport no són fàcils d'usar: és el cas del combat en la selva. El seu principal defecte és ser vulnerables al foc antiaeri, especialment als míssils terra-aire (SAM). Els sistemes de defensa aèria portàtils són la seva principal amenaça, per la seva facilitat d'ús i dificultat de detecció.

## Helicòpters de transport militar

### Helicòpters de transport lleuger

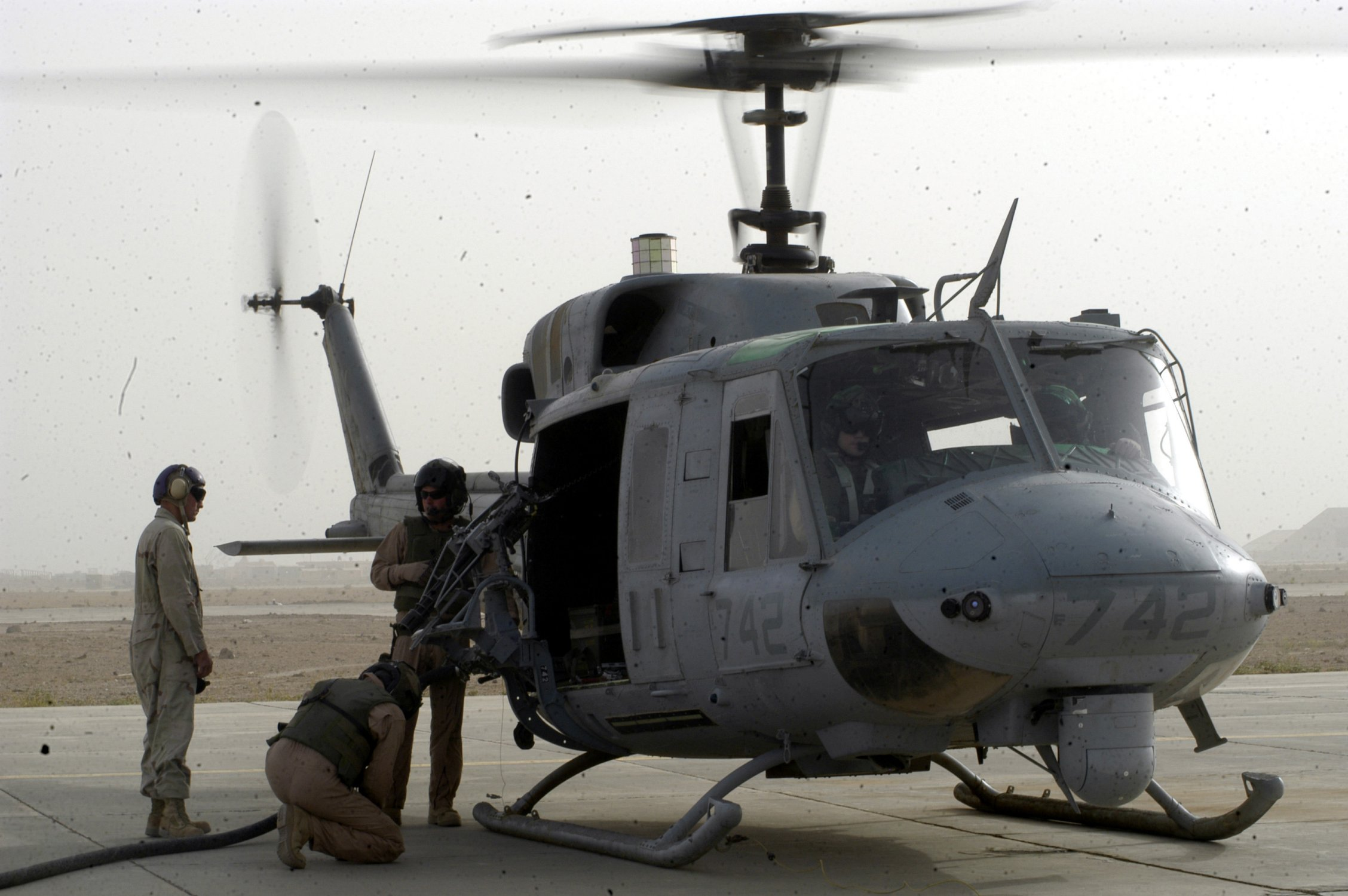
Un grup de Marines nord-americans operant un helicòpter UH-1N.

Aquest tipus d'helicòpter s'usa per al transport de tropes, es fa servir l'acrònim anglès LTH (Light Transport Helicopter). Solen estar equipats amb armament lleuger com metralladores. Alguns exemples són el Bell UH-1 i l'Eurocopter EC155.

### Helicòpters de transport mitjà

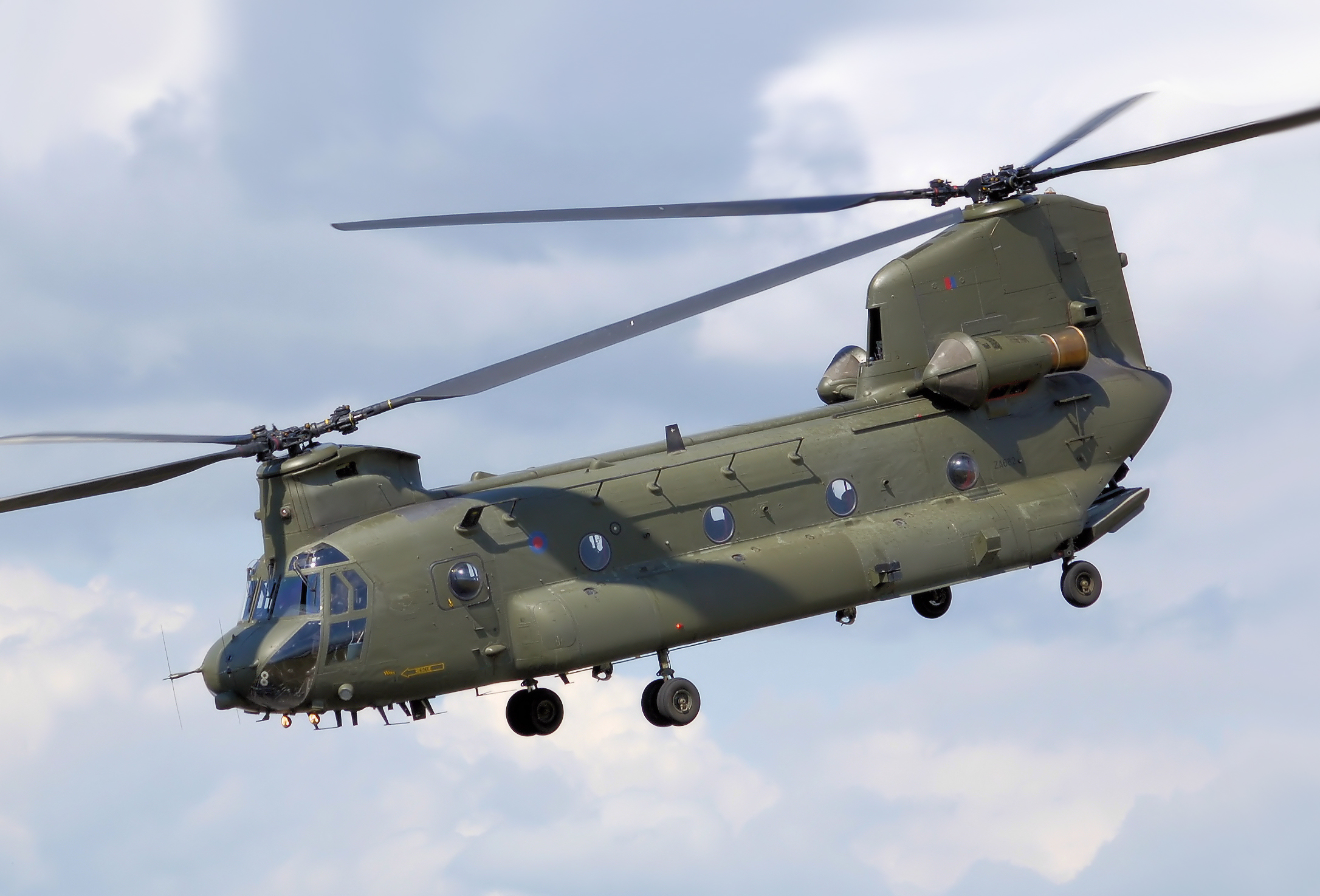
HC2 Chinook de la Royal Air Force.

Se sol usar l'acrònim anglès MTH (Medium Transport Helicopter). Són capaços de transportar petits vehicles militars. Exemples són el Boeing CH-47 Chinook, el Mil Mi-4 i el NH-90.

### Helicòpters de transport pesant
Se sol usar l'acrònim anglès HLH (Heavy Lift Helicopter). Són capaços de portar fins a vuitanta soldats o vehicles cuirassats. Exemples són el Mil Mi-6, Mil Mi-26 i el Sikorsky CH-53I Super Stallion.

## Funcions dels helicòpters de transport

### Assalt aeri
Un assalt aeri o aeromòvil (també anomenada cavalleria aerotransportada) és el moviment de forces armades en un helicòpter o en un avió per a combatre i destruir les forces enemigues o per capturar i mantenir les posicions claus. A més de l'entrenament regular d'infanteria, aquestes forces són entrenades en ràpel i transport aeri, i el seu equip és modificat de vegades per a permetre que es transporti millor. A causa de les restriccions de càrrega d'aquestes aeronaus, les tropes d'assalt aeri són generalment infanteria lleugera.